# Danilo Popivoda
Danilo Popivoda (serbokroatisch-kyrillisch Данило Попивода; * 1. Mai 1947 in Lovćenac, SFR Jugoslawien, heute Serbien; † 9. September 2021 in Bijela, Montenegro) war ein jugoslawischer Fußballspieler montenegrinischer Ethnizität.

## Spielerkarriere

### Vereine
Popivoda begann seine Karriere bei Olimpija Ljubljana. Bei der Fußball-Weltmeisterschaft 1974 wurden Bundesligavereine auf ihn aufmerksam. Von 1975 bis 1981 spielte er bei Eintracht Braunschweig. Eintracht-Trainer Branko Zebec und Eintracht-Sponsor Günter Mast hatten ihn zu diesem Wechsel bewogen. In Braunschweig hatte er zunächst den Spitznamen „Popi nie da“, da er nach einem Foul beim Intertoto-Cup-Spiel der Eintracht gegen Vojvodina Novi Sad zu Saisonbeginn einige Zeit verletzungsbedingt ausfiel. Erst am 13. Spieltag hatte er sein Bundesligadebüt. Bald wurde er jedoch zum Publikumsliebling und Star der Braunschweiger Mannschaft und trug wesentlich zu den Platzierungen von 1976 (Platz 5) und 1977 (Platz 3) bei. Aufgrund einer Augenerkrankung musste er 1981 seine Karriere beenden.
Insgesamt bestritt er für Eintracht 126 Bundesligaspiele als Außenstürmer und schoss dabei 30 Tore.

### Auswahleinsätze
Zwischen 1972 und 1977 absolvierte er 20 Spiele für die jugoslawische Nationalmannschaft und nahm mit dieser 1974 an der WM in Deutschland und 1976 im eigenen Land an der EM-Endrunde der besten vier europäischen Teams teil. Er spielte bei der WM 1974 in dem Zwischenrundenspiel, das Deutschland 2:0 gegen Jugoslawien gewann, gegen Berti Vogts, mit dem er sich auch in den folgenden Jahren bei den Spielen zwischen Eintracht Braunschweig und Borussia Mönchengladbach Duelle lieferte.

## Trainerlaufbahn
Bei der Fußball-Europameisterschaft 2000 und der Fußball-Weltmeisterschaft 2002 übte er für die Nationalmannschaft Sloweniens die Funktion des Co-Trainers unter Srečko Katanec aus.